# Guerra civil española en la provincia de Córdoba
Durante la guerra civil española, el denominado Frente de Córdoba constituyó durante toda la contienda una zona de combates constante, alternándose con una guerra de posiciones que duró prácticamente hasta el final de la Guerra.

## Antecedentes
El 16 de febrero de 1936 se celebran elecciones en toda España a las que concurren dos grandes coaliciones de partidos: el Frente Popular (coalición de partidos republicanos y de izquierda) y los partidos de derechas (con diversos nombres en toda España; en Córdoba Candidatura Antirrevolucionaria). En la provincia de Córdoba vence el Frente Popular, obteniendo 158.011 votos y 10 diputados frente a los 110.165 votos y 3 diputados que obtiene la coalición conservadora. Tras los comicios se renovaron algunos de los ayuntamientos con gestoras formadas por miembros del Frente Popular, como ocurriría en la capital. En otros pueblos de la provincia, sin embargo, se decretó la restitución de los concejales de 1931, expulsados por el gobierno con motivo de la Revolución de 1934. Antonio Rodríguez de León, de Unión Republicana, era nombrado gobernador civil, en sustitución de Antonio Cardero Veloso.
Para el mes de julio la situación social en la provincia era tensa: por un lado, la burguesía terrateniente, temerosa de que las reformas del nuevo gobierno terminasen con sus privilegios; por otra, la clase obrera cada vez más concienciada y organizada en torno a los sindicatos UGT y CNT.

## 1936

### El golpe de Estado
El 18 de julio se produce en muchos puntos de España el golpe de Estado militar dirigido por el general Mola. Ese mismo día, el coronel Ciriaco Cascajo, gobernador militar de la provincia y jefe del Regimiento de Artillería Pesada n.º 1 en Córdoba, recibe desde Sevilla la orden de Queipo de Llano de declarar el estado de guerra. Se cree, sin embargo, que esta orden no le pilla de sorpresa y que ya antes de las elecciones de febrero circulaban por algunos círculos cordobeses directrices de José Calvo Sotelo (líder derechista), traídas de Madrid por José Cruz Conde, antiguo militar y alcalde de Córdoba durante la dictadura de Primo de Rivera, y comunicadas en reuniones privadas con representantes del Ejército (el propio Cascajo) y de la Guardia Civil.
En Córdoba recibe el impulso de la burguesía agraria: grandes terratenientes afincados en la capital que el 18 de julio acuden al cuartel de artillería y a los que se unen grandes arrendatarios, administradores de fincas y profesionales pertenecientes a familias latifundistas. También se sitúan del lado de los sublevados el Círculo de Labradores, la Cámara Agrícola y otras organizaciones patronales que temen la Reforma Agraria emprendida por el gobierno de la República. Además de la burguesía agraria, también se unen a los sublevados una importante representación de la élite industrial y comercial cordobesa proveniente del Círculo Mercantil, la Cámara de Comercio e Industria y el Círculo de la Amistad. Dentro del Ejército, el principal comprometido con el golpe era el cuartel de Artillería con el coronel Cascajo al frente, aunque en la provincia es la Guardia Civil la principal fuerza golpista.
A las 4 de la tarde del mismo 18 de julio se proclama el bando de guerra, que firma el propio Cascajo, y la fuerza conformada en el cuartel de Artillería por más de 200 hombres parte hacia el Gobierno Civil, situado en la avenida Gran Capitán, frente a la antigua plaza de Toros. Se destituye a varios mandos de la Guardia Civil cuyo apoyo no estaba asegurado y se coloca a Luis Zurdo al frente del cuartel de la Victoria, garantizando el apoyo de la Guardia Civil. Al mismo tiempo, más de un centenar de derechistas concentrados en el cuartel de Artillería reciben armas y forman un escuadrón paramilitar de apoyo.

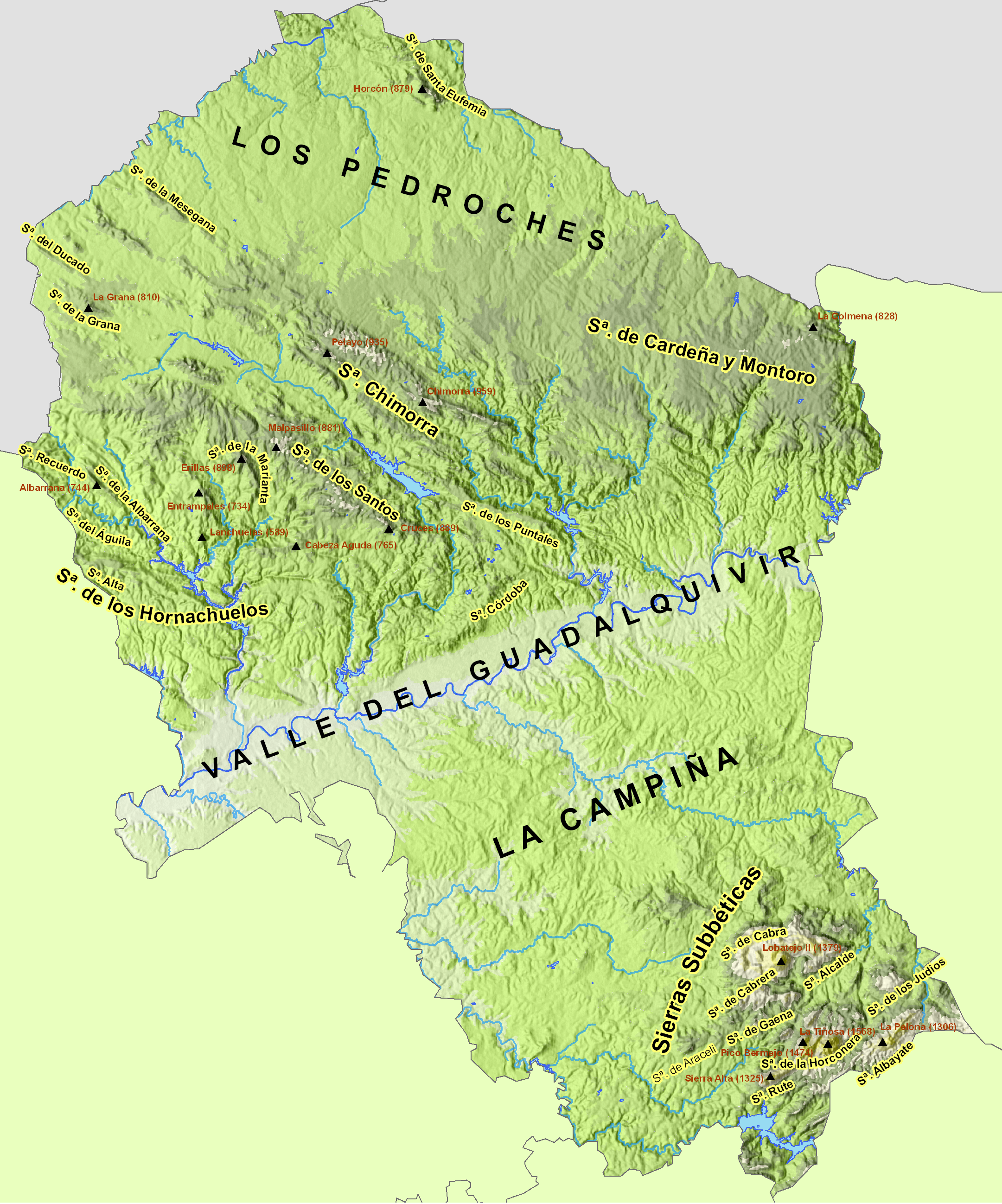
Mapa geográfico de la Provincia de Córdoba, mostrando las principales Áreas y accidentes geográficos.

Parece admitido que el gobernador Rodríguez de León estaba dispuesto a entregar el Gobierno a los insurrectos pero la firme decisión de varios personajes, entre los que se encuentran el alcalde Manuel Sánchez Badajoz, los diputados Vicente Martín Romera y Manuel Castro Molina y el presidente de la Diputación Provincial José Guerra Lozano lo evita, formando una guardia comandada por el capitán Manuel Tarazona Amaya. El asalto se prolongó hasta las nueve de la noche, cuando los cañones del regimiento de Artillería ponen fin a la resistencia. Salvo el gobernador civil, que se había mostrado colaborativo, el resto de dirigentes de la resistencia fueron apresados y serían posteriormente fusilados (sólo Manuel Castro Molina lograría escapar a la zona republicana). Antes de las doce de la noche los sublevados se hicieron con el control de las zonas más importantes de la ciudad, como la sede de Correos, la plaza de las Tendillas y el Ayuntamiento. La resistencia fue sofocada rápidamente con los incendios de las sedes de CNT y del PCE, quedando los actos de lucha obrera reducidos al asesinato de un abogado de la CEDA (José María Herrero) y a pequeños incendios en las iglesias de Santa Marina y San Agustín.
Esa misma noche el coronel Cascajo, comandante de facto de la plaza, nombra a Salvador Muñoz Pérez nuevo alcalde, a Eduardo Quero presidente de la Diputación y a José Marín Alcázar gobernador civil. Se cortan los accesos a la capital, tanto por carretera como ferroviarios, interceptando en la estación de Los Cansinos a varios diputados malagueños que se dirigían a Málaga desde Madrid (Antonio Acuña y Luis Dorado) y que serían fusilados entre el 28 y el 30 de julio junto con los diputados cordobeses Antonio Bujalance y Bautista Garcés.
La situación en la provincia se muestra favorable para los golpistas tras ser dadas las órdenes a los distintos cuarteles de la Guardia Civil en los pueblos. Algunas excepciones fueron el bastión anarquista de Bujalance (donde la Guardia Civil se puso al servicio de las autoridades republicanas) junto con Cañete de las Torres, Valenzuela y Villa del Río); Nueva Carteya, cuyo alcalde se mantuvo fiel a la República; El Viso y Peñarroya-Pueblonuevo. En esta última, gracias a la mediación del alcalde Fernando Carrión y el diputado socialista Eduardo Blanco se consiguió mantener la lealtad al Gobierno de la Guardia Civil de toda la comarca, que quedó concentrada en Peñarroya. En el sur de la provincia, Doña Mencía mantuvo su fidelidad al gobierno democrático ya que, la Guardia Civil de la localidad, estuvo acuartelada hasta el día 20 de julio que huyó a Cabra, estableciéndose un Comité de defensa de la República en dicho pueblo.
Así, la mañana del 19 de julio la provincia de Córdoba se despertaba con 48 de los 75 municipios en manos del bando sublevado.

### La respuesta republicana
Después del intento de golpe, en muchos pueblos se empiezan a conformar los llamados Comités de Defensa de la República, integrados por personas de izquierdas y que luchaban, de manera local, para recuperar las poblaciones tomadas por los sublevados. De esta forma, el mismo 19 de julio la masa obrera sofocó la sublevación en Almodóvar del Río y Montoro, y el día 20 milicianos llegados de Jaén, miembros de la CNT, y las JSU de Palma del Río liderados por el joven José España Algarrada forzaban la rendición de los sublevados atrincherados en el cuartel. En Baena los anarquistas, dirigidos por Joaquín Gómez Tienda "El Transío" se adueñaban de todo el pueblo.
El 21 de julio vuelven a control republicano las localidades de Nueva Carteya (donde había llegado una columna procedente de Córdoba el día anterior), Santa Eufemia, Villaralto y Pedro Abad. El día 22 campesinos de Espejo y Castro del Río acaban de manera sangrienta con los derechistas, que también pierden Montoro (donde mueren más de 40 personas) y Villafranca de Córdoba. En Pedro Abad muere una decena de republicanos a manos de una columna llegada de Córdoba. La lucha se hacía cada vez más violenta: el 23 de julio el bando izquierdista se imponía en Posadas y Puente Genil con gran derramamiento de sangre, algo que sucedía también en Fernán Núñez. 
Durante los días siguientes volverían a control republicano las localidades de El Carpio, Fuente Palmera, Villanueva de Córdoba (todas el día 24), Torrecampo (el 25) y Pedroche (26). El día 27 los izquierdistas, ayudados por una columna de mineros de Peñarroya, intentaban entrar en Hinojosa del Duque aunque la defensa logró sofocar el ataque gracias al auxilio de la Guardia Civil de Pozoblanco. Después de haberlos perdido el día 28, los republicanos vuelven a tomar Fuente Palmera (el día 29, con el joven José Bernete Aguayo "Chimeno" al frente) y Nueva Carteya (el día 30).
Tras estas escaramuzas, organizadas siempre a nivel local por obreros de los mismos pueblos, la defensa cambia con la llegada de una columna de milicias y regulares bajo el mando del general Miaja. Esta columna llega a Montoro procedente del este el día 28, siendo su primer objetivo la rendición de Córdoba, que negocia el propio Miaja con el coronel Cascajo por teléfono mientras se suceden los bombardeos sobre la capital. Entre los hombres de Miaja se contaban varios diputados socialistas, estando entre ellos el cordobés Antonio Jaén Morente.
Dada la dificultad en tomar la capital, Miaja se centra en los pueblos, comenzando por la zona norte y el Valle de los Pedroches donde recupera Añora (5 de agosto), Adamuz (10), Belalcázar (14), Alcaracejos, Villanueva del Duque, Hinojosa del Duque y Pozoblanco (todas el día 15), donde aún resistían numerosos derechistas y guardias civiles que serían enviados en dos trenes a Valencia, donde casi todos fueron fusilados. El 25 de agosto las tropas republicanas se hacen con el último reducto de los sublevados en los Pedroches al conquistar Dos Torres. El 20 de agosto el general Miaja planea un ataque por cinco frentes sobre Córdoba, que se encontraba desguarnecida. Sin embargo, el ataque fracasa y sólo una columna consigue acercarse a siete kilómetros de la capital por la carretera de Espejo pero es detenida por la aviación rebelde.

### La zona sublevada
La actividad de los sublevados fue igualmente febril durante los primeros días, inmersos en pequeñas refriegas en casi todos los pueblos de la provincia, que tan pronto eran capturados como recuperados por los republicanos. El 25 de julio una de estas refriegas se vuelve especialmente sangrienta cuando el comandante Aguilar Galindo ordena una incursión en Fernán Núñez, donde levanta el asedio del cuartel y practica la primera gran matanza de la guerra en la provincia. Sucedería lo mismo el día siguiente en Villafranca de Córdoba, y el 28 en Baena, tras cuya captura por una columna al mando del coronel Sáenz de Buruaga, se producen los fusilamientos de centenares de campesinos en la plaza del pueblo (según fuentes, entre 700 y más de 1.700, incluso hasta 2.000; la cifra de 700 correspondería al número de plazas del nuevo orfanato, en una ciudad donde antes no había necesidad del mismo, y la más alta a fuentes del PCE). El 1 de agosto, una columna llegada de Sevilla ocupa Puente Genil y ejecuta a cerca de un millar de republicanos. Desde Córdoba se envían tropas que ocuparían Almodóvar del Río, Montalbán de Córdoba, Santaella y La Rambla; y otra tropa venida de Sevilla realizaría otra sangrienta incursión, esta vez en Palma del Río, tomada el 27 de agosto y donde fueron fusilados cerca de 300 campesinos.

### Otoño de 1936
Durante el mes de septiembre se suceden los enfrentamientos entre ambos bandos, primero en las cercanías de Córdoba, con refriegas en Cerro Muriano y El Vacar iniciadas el 6 de septiembre; y posteriormente en la campiña, con la captura por parte de los sublevados de Hornachuelos el día 7 y la batalla de Espejo, que se prolongó durante tres días y en la que murieron cientos de personas, y tras la cual los rebeldes lograron entrar en la población, evacuada por orden de Pérez Salas.
Durante el mes de octubre se sucede la ofensiva franquista sobre el valle del Guadiato, siendo el objetivo principal Peñarroya-Pueblonuevo, para lo cual se había planeado un ataque desde dos frentes: el noroeste, con tropas venidas desde Badajoz; y el sureste, con columnas llegadas desde Córdoba. Estas últimas se vieron frenadas por la defensa republicana en El Vacar y fue necesaria una tercera columna, procedente de Posadas, para lograr llegar hasta Peñarroya el día 13 de octubre. Una vez tomada la localidad más importante de la comarca, no tardaron en caer el resto de poblaciones.
La última ofensiva franquista de 1936, a veces denominada como Campaña de la Aceituna, se centró en el valle del Guadalquivir. Columnas salidas de Baena tomaron Albendín (15 de diciembre), Valenzuela (19), Cañete de las Torres (19) y Bujalance (20), obligando a replegarse a las tropas republicanas, formadas por anarquistas y milicianos. Posteriormente capturaron Pedro Abad y El Carpio, donde se apresó y fusiló al comandante del republicano Batallón "Garcés", Enrique Vázquez. Otra columna salida de Córdoba toma Villafranca de Córdoba el día 22, poniendo en retirada al Batallón "Villafranca", comandado por Francisco del Castillo y cuyo comisario era el poeta Pedro Garfias. La segunda fase de esta ofensiva se orienta al alto Guadalquivir, entrando el día 24 en Villa del Río y Montoro, consiguiendo las fuerzas franquistas el control de toda la campiña antes de 1937.

## 1937 - 1938
Una vez aseguradas las partes central y sur de la provincia, el bando franquista se centra en la toma de la parte norte, siendo el principal objetivo la toma de Pozoblanco y la zona de los Pedroches. En Pozoblanco, los republicanos habían constituido el VII Cuerpo del Ejército para organizar la defensa.
A mediados de febrero de 1937 los republicanos atacan Villa del Río, pero son repelidos con más de 60 bajas. El día 18 de febrero la aviación franquista bombardea Andújar y acaba con su campo de aviación y algunos cuarteles.
Queipo de Llano lanzó la batalla de Pozoblanco el 6 de marzo de 1937 atacando con varias columnas desde Peñarroya, Espiel y Villaharta, cada una con un objetivo definido. El día 10 los franquistas logran entrar en Villanueva del Duque, aunque tuvieron que soportar un intenso contraataque republicano durante días hasta que el 15 de marzo, otra de las columnas enviadas franquea el Puerto Calatraveño y toma Alcaracejos, obligando a los republicanos a retirarse a Pozoblanco. Aquí Pérez Salas consigue reunir fuerzas y forma varios batallones que, apoyados por la aviación republicana y pequeños carros blindados, repelen a las fuerzas franquistas y recuperan en abril el terreno perdido durante el mes de marzo. 

### Junio de 1938
A mitad de junio, el sector de Peñarroya se activa. Valsequillo y La Granjuela caen en manos de las tropas franquistas. Se suceden los combates entre los franquistas, parapetados en sus posiciones iniciales de Peñarroya, Espiel y Villaharta, y los republicanos. De resultas de la batalla, Valsequillo y La Granjuela quedaron devastados. El parte de guerra franquista del 17 de junio de 1938 habla de 602 víctimas en los tres últimos días en el sector de Peñarroya del Frente de Córdoba, así como 480 detenidos y abundante munición y armas recuperadas. El parte oficial franquista de 18 de junio sitúa a las tropas franquistas en la proximidades de Azuaga, Monterrubio y Castuera. En efecto, el 23 de julio de 1938 Castuera cayó en manos de la 112 División del general Queipo de Llano.
El parte oficial franquista del 24 de junio de 1938 en el sector de Peñarroya habla de una contraofensiva republicana que fue rechazada por las tropas nacionalistas con el resultado de más de 400 bajas republicanas.
En general se podría decir que durante 1938 la situación no cambia, y a las ofensivas franquistas de junio en las que toman varias localidades del Valle del Guadiato se opone el "Plan Córdoba", una contraofensiva del VIII Cuerpo del Ejército republicano que consigue avanzar hacia Villafranca, Espiel y Belmez.

### Bombardeo de Cabra
Desde septiembre de 1938 hasta enero de 1939 la aviación republicana realiza una campaña de bombardeo en todo el frente de Andalucía como operaciones previas a una ofensiva par aliviar la presión que sufría el ejército gubernamental en Cataluña. De todas las posiciones y localidades bombardeadas por la aviación republicana, la acción realizada el 7 de noviembre fue especialmente dramática. Esa mañana, tres bombarderos medios Tupolev SB "Katiuska" de la aviación republicana bombardeó la cordobesa ciudad de Cabra causando más de un centenar de muertos y doscientos heridos. La vecina localidad de Baena fue bombardeada por la aviación republicana el 28 de octubre de 1938. Ese mismo año Baena también había sido bombardeada los días 9 y 30 de marzo por la Patrulla Vultee.

## 1939

### Ofensiva de Valsequillo
A comienzos de 1939 el Alto Mando republicano lanza una ofensiva de gran calibre, la Batalla de Valsequillo, una de las últimas operaciones militares planificadas por el Gobierno de la República y en la que participan más de 150.000 hombres de ambos bandos. Tres cuerpos de ejército al mando del general Escobar, Comandante en jefe del Ejército de Extremadura, desencadenaron el 5 de enero una fuerte ofensiva contra las tropas del Ejército del Sur, mandado por Queipo de Llano. Desde Pozoblanco, supervisaba la operación el general Manuel Matallana Gómez, Jefe del Estado Mayor del Grupo de Ejércitos de la Región Central. 
El objetivo de la ofensiva era aliviar el Frente de Cataluña. El 5 de enero un primer y rápido ataque desde Badajoz conseguía abrir brecha en el frente franquista y penetrar hasta las cercanías de Fuente Obejuna, donde toparon con una dura resistencia en la sierra Trapera y en el cerro Mano de Hierro que detuvo el avance republicano el día 9. El día 14 comienza la contraofensiva franquista, que recupera todas las poblaciones perdidas, de las que ya apenas quedan sino escombros y devuelven al ejército republicano a sus posiciones iniciales. Durante esta batalla más de 8.000 personas murieron (2.000 franquistas y 6.000 republicanos), y después de la misma la resistencia republicana en el norte de Córdoba fue mínima. El fracaso de esta ofensiva planteó dudas acerca de la actuación de los generales Miaja y Matallana.

### Final de la guerra
A finales de marzo, a las órdenes del general Yagüe, las tropas franquistas entraban en todos los pueblos de la zona, contándose por millares los prisioneros, que abarrotaban los campos de concentración.

## Víctimas de la Guerra Civil
Además de los muertos en combate, durante la guerra eran frecuentes los paseos, en los que los soldados del bando nacional, tras la toma de una ciudad, eliminaban todo atisbo de resistencia fusilando a los habitantes de la misma que pudieran estar en su contra. Estas víctimas se contaron por miles durante la guerra en toda la provincia. Se conocen casos del bando republicano en la zona norte (en pueblos como Pozoblanco, Belalcázar o Hinojosa del Duque donde serían ejecutadas más de 150 personas) y en pueblos como Montoro, Bujalance o Puente Genil, donde los represaliados superaron la centena; la inmensa mayoría, resultado de la represión del golpe militar. En total, se estima que casi 2.000 personas fueron ejecutadas durante la guerra por parte del bando republicano, entre las que se incluyen 100 clérigos. Estas cifras eran conocidas por los franquistas como terror rojo.
La represión por parte del bando nacional fue aún mayor, superando ampliamente las 12.000 víctimas durante los tres años de guerra, más de un tercio de las mismas (más de 4.000) en Córdoba capital. Otros pueblos donde la represión fue especialmente cruel fueron Puente Genil (más de 1.000 fusilados y según algunas fuentes casi 2.000), Baena (como mínimo 700) y Fuente Obejuna (más de 300).